# Hypocrea nybergiana
Hypocrea nybergiana är en svampart som tillhör divisionen sporsäcksvampar, och som beskrevs av Tauno Ulvinen och H.L.Chamb. Hypocrea nybergiana ingår i släktet svampdynor, och familjen Hypocreaceae. Enligt den svenska rödlistan är arten nära hotad i Sverige. Arten förekommer i Nedre Norrland. Artens livsmiljö är skogslandskap.